# 主題標記
主題標記，又称話題標記，是用來標記一個句子主題（話題）的小品詞。它存在於日语、朝鮮語及琉球語裡，並在有限的程度上存在於古典的中文裡。它常常與句子的主語重疊、造成學習者的混淆，因為大多數的其他語言缺乏主題標記。它與主語的不同點在於它更加彰顯所強調的主題上，並且也可以與其他語法的的語詞一起使用。

## 日语中的「は」
日語以助詞來作主題標記。（因為ハ行轉呼的歷史原因而唸為），如以下的例子：
（和是對行為、經驗、事件等數數的助數詞。）
這句話的情境是要解釋和這兩個單字的意思，也就是作為主題來做闡述說明。來作主題標記的用法是來自於上古日語強調以與其他事物區別的本意： 
| [原文] | 暮去者 | 小倉乃山爾   | 鳴鹿者       | 今夜波不鳴 | 寐宿家良思母 |
| [訓讀] |        |              |              |            |              |
| [翻譯] | 日暮   | 小倉山鳴鹿者 | 小倉山鳴鹿者 | 今夜卻不鳴 | 已寐矣       |

（上面以顏色標註的部分是由萬葉假名直翻為現代平假名）
這首詩的意思是『夕陽西下時，小倉山上求偶而鳴的鹿，今夜卻不鳴叫，大概是像我一樣，已有幸福美滿的家庭所以安穩而眠了吧！』。第一個訓讀的是翻譯原文漢字「者」的強調意味；但第二個訓讀（＂沒有鹿鳴的今夜＂），是直接從原文代表的萬葉假名「波」翻過來的，除了本身的強調還帶有一些對比的意味。而這種對比的用法也被現代日語沿用下來：
 （肉是不吃。）
這裡的將與其他的食物區別開來而帶有隱藏對比的意味。（注意這裡的單純是變成慣用法的美化語）。但現代日語也有連續使用來做明顯對比的：（注意下面的助詞本身就帶有轉折的意味）
 （打棒球，但不踢足球。）

## 韓語中的「는/은」
在韓語裡，는(neun)及은(eun)的功能類似於日語的主題標記。 는(neun)用于尾音是元音的体词后面，而은 (eun)用于尾音是輔音的体词后面。

## 文言文中的「者」
文言文的後綴「者」類似於日語的“は”，但偶爾用在文言文裡，只有當作者想要強調主題時。“者”通常被省略掉，不像日語裡的“は”是必要的。
範例:：陳勝者，陽城人也(出自《史记》)。
字譯：陳勝，是陽城人。
翻譯：陳勝來自於陽城。
逐字解釋：陳勝：人名，公元前第3世紀的农民起义军领袖。者：主題標記。陽城：一個小鎮的名稱。也：是(“也”表示為“是”，會和“者”合用；“也”獨立使用時會有其它的意思)。
| 陈胜                                | 者              | 阳城 | 人   | 也。 |
| 人名                                | [主題標記] (他) | 鎮名 | 人名 | 是.  |
| 陳勝(他)是陽城人也 <陳勝來自於陽城> |                 |      |      |      |

註釋：這句子“者 + 也”的結構比較類同於日語句子裡“は + です”的結構，而不像是現代中文的句式。正规场合的現代书面语中文句式中的主題標記已經完全不用。以現代书面语中文句式表達如下：
| 陈胜                            | (是) | 阳城 | 人。 |
| 人名                            | (是) | 鎮名 | 人名 |
| 陳勝(是)陽城人 <陳勝來自於陽城> |      |      |      |

但实际上，在现代汉语的口语表达中仍可见此种标记（这人/这个人/那个人），例如：陈胜 这人/这个人/那个人 是阳城 人。
註釋：有時，“是”這個語詞可以省略。

## 外部連結
- Joshi(Particles)-Meguro Language Center

1. ↑  . NHK放送文化研究所.   [2022-08-07]. （原始内容存档于2022-08-06） （日语）.